# Кунгсгольмен
59°19′50″ пн. ш. 18°02′30″ сх. д. / 59.3306° пн. ш. 18.0417° сх. д.
Кунгсгольмен (швед. Kungsholmen) — острів на озері Меларен у центральній частині Стокгольма у Швеція. 
Розташований на північ від Ріддарфіардена і вважається частиною історичної провінції Уппланд. 
Його площа становить 3,9 км² з периметром 8,9 км. 
Найвища точка знаходиться на Стадсгагсплан — 47 м. 
Загальна чисельність населення становить 71 542 особи (31.12.2020). 

Адміністративно його поділяють на п'ять районів Кунгсгольмен, Маріберг, Фредгелл, Крістінеберг і Стадсгаген. 

## Визначні будівлі
- Шпиталь Святого Йорана[en], одна з найстаріших лікарень Швеції.[3]
- Стокгольмська ратуша, побудована в 1911-1923 роках.[4]
- Стокгольмський суд[en] у 1909 — 1915 рр[5]
- Палац Крістінеберг[en] приблизно з 1750 р.[6]
- Dagens Nyheter Tower[en], завершений 1964 р.[7]
- Станція метро Родхусет, відкрита в 1975 році.

## Мости, що ведуть до Кунгсгольмена
- З Норрмальма:
  - Стадсгусбрун
  - Кларабергсвіадуктен[en]
  - Кунгсбрун
  - Блекгольмсбрун[en]
  - Барнгусбрун[en]
  - Санкт-Еріксбрун
- З Сульни:
  - Екелундсбрун[en]
- З Бромми:
  - Транебергсбрун
- З Лілла-Ессінген[en]:
  - Марібергсбрун[en]
  - Фредгелльсбрун (частина автомагістралі Ессінгеледен).
- З Седермальма :
  - Вестербрун